# جف بتانکورت
جف بتانکورت (انگلیسی: Jeff Betancourt؛ زادهٔ ۱۹۷۰) یک کارگردان و تدوین‌گر اهل ایالات متحده آمریکا است.

## تدوین‌گر
- Star Maps (۱۹۹۷)
- Billy's Hollywood Screen Kiss (۱۹۹۸)
- Chuck & Buck (۲۰۰۰)
- The Girls' Room (۲۰۰۰)
- Opposite Sex (۲۰۰۰) (مجموعه تلویزیونی)
- Get Over It (۲۰۰۱)
- دختر خوب (۲۰۰۲)
- ایالات متحده لیلاند (۲۰۰۳)
- Harold & Kumar Go to White Castle (۲۰۰۴)
- کینه (۲۰۰۴)
- The Exorcism of Emily Rose (۲۰۰۵)
- When a Stranger Calls (۲۰۰۶)
- کینه ۲ (۲۰۰۶)
- Boogeyman 2 (۲۰۰۸)
- ویرانه‌ها (۲۰۰۸)
- متولدنشده (۲۰۰۹)
- تجدید دیدار آمریکایی (۲۰۱۲)
- شبح (فیلم ۲۰۱۲) (۲۰۱۲)
- Kristy (۲۰۱۴)
- Knock Knock (۲۰۱۴)
- Get a Job (۲۰۱۶)
- ببر خیزان، اژدهای پنهان: شمشیر سرنوشت (۲۰۱۶)